# FIFA 15
《FIFA 15》是一部以足球为题材的体育游戏，游戏是艺电开发的FIFA系列的第22部作品，游戏于2014年9月2日在北美区上市，之后登陆欧洲区和英国区。游戏发布了适用于PlayStation 3、PlayStation 4、PlayStation Vita、Xbox One、Xbox 360、Microsoft Windows、IOS和Android的版本。与前作相比，艺电将会在PC平台上采用Ignite引擎。本作是FIFA系列第一次官方中文化。

## 开发

### 封面
利昂内尔·梅西出现在所有版本的封面中。与FIFA 14相同，不同地区的版本的封面将会有一名球员与梅西一起出现，以下是球员列表：
- 美国和加拿大：[7]
- 澳大利亚：蒂姆·卡希尔[8][9]
- 意大利：[10]
- 波兰：[11]
- 奥地利：大衛·阿拉巴[12]
- 瑞士：[13]
- 墨西哥：[14]
- 拉丁美洲：[15]
- 英国、法国、比利时和荷兰：[16]
- 捷克共和国：[17]
- 土耳其：[18]

### 外觀
以往的系列中，兩隊不同或相同聯賽的球隊對賽計分板的外觀都是一樣。從本系列起，如果兩個對賽球隊是來自同一個聯賽的話計分板會按照所屬聯賽的官方設計。不過有變化的只有是英格蘭超級足球聯賽和西班牙甲組足球聯賽。

## 评价
《FIFA 15》总体而言获得了评论界正面的评价。汇总评分网站GameRankings基于25份独立评分对游戏的PS4版本给出了81.90%的汇总得分。
IGN的编辑Chris Schilling为《FIFA 15》的PS4及XBOX ONE版本给出了8.3分。他在评论中说：“《FIFA 15》仍旧是体育模拟游戏中最好的那一种，有着精湛的动作动画和精心打造出来的大赛氛围。”但他也认为游戏的缺点在于镜头不稳定以及AI队友的反应不够合理。

## 備註
1. ↑  iOS、Android和Windows Phone版仅有Ultimate Team模式。[1][2][3]